# 할리 풋

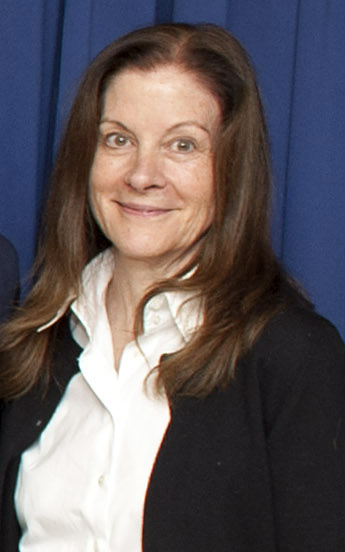

핼리 푸트(Hallie Foote, 영어 발음: /ˈhæli/, 1950년 3월 31일 ~ )은 미국의 배우이다.
뉴욕에서 태어났다.

## 출연 작품

### 영화
- 파라노말 액티비티: 더 고스트 디멘션 (2015년) - 로이스 역
- 파라노말 액티비티 3 (2011년) - 할머니 로이스 역
- 돈 많은 친구들 (2006년)
- 워킹 투 더 워터라인 (1998년)
- 건스모크 5 (1994년)
- 사랑의 굴레 (1992년)
- 온 발렌타인 데이 (1986년)
- 1918 (1985년)
- C.H.U.D. (1984년)

### 텔레비전
- 의뢰인 - 시리즈 (1995년)
- 법과 질서 (1990년)